# Trški Lazi
Trški Lazi su naselje u Hrvatskoj u sastavu općine Skrada. Nalaze se u Primorsko-goranskoj županiji.

## Zemljopis
Sjeverno je Belski Ravan, sjeverozapadno je Raskrižje, jugozapadno je Gorica Skradska, istočno su Rasohe, istočno-sjeveroistočno je Hosnik, jugoistočno su Bukovac Podvrški i Podslemeni Lazi.

## Stanovništvo
| broj stanovnika | 16    | 17    | 8     | 10    | 10    | 12    | 15    | 13    | 11    | 6     | 7     | 3     | 1     |       |       |       |       |
|                 | 1857. | 1869. | 1880. | 1890. | 1900. | 1910. | 1921. | 1931. | 1948. | 1953. | 1961. | 1971. | 1981. | 1991. | 2001. | 2011. | 2021. |